# Comisión Ad Hoc de Indultos
La Comisión Ad Hoc de Indultos, conocida informalmente como Comisión Lanssiers, fue una comisión creada en 1996, durante el gobierno de Alberto Fujimori, con la finalidad de evaluar y proponer indultos de personas que fueron, de forma injusta, condenadas o procesadas por los delitos de terrorismo o traición a la Patria. Tras expirar su mandato en el año 1999, sus funciones fueron retomadas por la «Comisión n.º 27234» durante el gobierno de Valentín Paniagua.

## Antecedentes
El gobierno de Alberto Fujimori promulgó la «Ley de arrepentimiento en los casos de terrorismo» por Decreto Ley n.º 25499 en mayo de 1992. Si bien, su implementación permitió que los arrepentidos revelaran el nombre y la ubicación de miembros de Sendero Luminoso, se detectó que muchos de ellos ofrecieron información falsa o imprecisa lo que resultó en la detención de muchas personas inocentes y la subsecuente condena arbitraria a éstas, además de atraso judicial.
La Coordinadora Nacional de Derechos Humanos (CNDDHH) lanzó una campaña denominada «En nombre de los inocentes», que se centró en ganar apoyo de sectores clave de la sociedad peruana, lograr cobertura favorable de la prensa, buscar respaldo internacional y documentar el número de personas presas que eran inocentes. Producto de la campaña, para mediados de la década de 1990, se logró que las simpatías de la opinión pública fueran en favor de los encarcelados, llegando a reconocer Fujimori que se habían cometido algunos errores que iban a ser revisados. Ante ello, el gobierno indicó su disponibilidad para la conformación de una comisión ad hoc para la revisión de los casos.

## Historia

### Implementación
El 17 de agosto de 1996, mediante Ley n.º 26655, se creó la Comisión Ad Hoc de Indultos. La Comisión tenía por finalidad:
... evaluar, calificar y proponer al Presidente de la República, en forma excepcional, la concesión del indulto, para quienes se encuentren condenados por terrorismo o traición a la Patria, en base a elementos probatorios insuficientes que permitan a la Comisión presumir, razonablemente, que no habrían tenido ningún tipo de vinculación con elementos, actividades u organizaciones terroristas... [además]... la Comisión también propondrá al Presidente de la República, en forma excepcional, el ejercicio de derecho de gracia... para quienes se encuentren procesados por delitos de terrorismo o traición a la Patria en base a elementos probatorios insuficientes que permitan a la Comisión presumir, razonablemente, que no habrían tenido ningún tipo de vinculación con elementos, actividades u organizaciones terroristas.
Se dispuso que la Comisión estuviera integrada por 3 miembros siendo estos: el defensor del Pueblo (quien además asumía la función de presidir la comisión), un representante del presidente de la República y el ministro de justicia. De esta forma, quedaron como miembros integrantes de la Comisión: Jorge Santistevan (defensor del Pueblo), el ministro de justicia y Hubert Lanssiers, siendo este último representante personal de Alberto Fujimori.

### Desarrollo
El 15 de febrero de 1997, mediante Ley n.º 26749, se prorrogó por 180 días el plazo de funcionamiento de la Comisión. El 12 de diciembre de 1997, mediante Ley n.º 26895, se dispuso de un plazo adicional de 180 días para la Comisión precisando que el nuevo plazo regía a partir del 1 de marzo de 1998. Debido a la promulgación de la Ley n.º 25499, conocida como la Ley del Arrepentimiento, se publicó la Ley n.º 26940 mediante la cual se otorgó a la Comisión facultades para que pueda evaluar, calificar y proponer al presidente de la República el beneficio de conmutación de penas para aquellas personas que se acogieron a la Ley del Arrepentimiento.
A través de la Comisión, se permitió el otorgamiento de gracias presidenciales a 535 personas (502 inocentes indultados y 33 subversivos arrepentidos). Siendo el 70% de estos casos patrocinados por instituciones de derechos humanos.
Mediante la Ley n.º 27234, el 19 de diciembre de 1999, las funciones de la comisión fueron asignadas al Consejo Nacional de Derechos Humanos (CNDH) del Ministerio de Justicia para la conclusión de las tareas de dicha comisión, esto debido a que el mandato de la comisión había expirado. Se estableció la transferencia de la documentación de la comisión al Consejo Nacional de Derechos Humanos en un plazo de treinta días y la entrada en vigencia de la referida ley para el 1 de enero del año 2000. Sus funciones fueron retomadas por la denominada "Comisión N° 27234".